# Wings Of Tomorrow
"Wings Of Tomorrow" es la canción número 13 del disco Dreamspace de la banda finlandesa Stratovarius, su cuarto sencillo lanzado en 1995 a través de "T&T Records". La canción se hizo para el equipo nacional de baloncesto de Grecia. Contiene dos canciones de Dreamspace y una nueva canción para el álbum próximo Fourth Dimension, la introducción del nuevo cantante, Timo Kotipelto.

## Listado de canciones
1. Wings Of Tomorrow - 5:15
2. Dreamspace - 6:00
3. Against The Wind - 3:48

## Miembros
- Timo Kotipelto - Voces en 'Against The Wind'
- Timo Tolkki - Guitarra, voces en 'Wings Of Tomorrow', 'Dreamspace'
- Jari Kainulainen - bajo
- Antti Ikonen - Teclados
- Tuomo Lassila - Percusiones

- Datos: Q16648169